# Florentia
Florentia est une ancienne commune française située dans le département du Jura en région Bourgogne-Franche-Comté.
Le 1er janvier 2016, elle fusionne avec ses trois voisines Nantey, Senaud et Val-d'Épy pour créer la nouvelle commune Val d'Épy qui prend le statut de commune déléguée, les quatre communes fusionnées prenant le statut de commune déléguée,.

## Politique et administration
| Période    | Période          | Identité           | Étiquette | Qualité |
| ---------- | ---------------- | ------------------ | --------- | ------- |
| avant 1995 | ?                | Georges Dupont     |           |         |
| mars 2001  | mars 2014        | Josiane Chavard    |           |         |
| mars 2014  | 31 décembre 2015 | Christelle Chavard |           |         |

| Période      | Période  | Identité | Étiquette | Qualité |
| ------------ | -------- | -------- | --------- | ------- |
| janvier 2016 | En cours |          |           |         |

## Démographie
L'évolution du nombre d'habitants est connue à travers les recensements de la population effectués dans la commune depuis 1793. À partir du 1er janvier 2009, les populations légales des communes sont publiées annuellement dans le cadre d'un recensement qui repose désormais sur une collecte d'information annuelle, concernant successivement tous les territoires communaux au cours d'une période de cinq ans. 
Pour les communes de moins de 10 000 habitants, une enquête de recensement portant sur toute la population est réalisée tous les cinq ans, les populations légales des années intermédiaires étant quant à elles estimées par interpolation ou extrapolation. Pour la commune, le premier recensement exhaustif entrant dans le cadre du nouveau dispositif a été réalisé en 2008,.
En 2015, la commune comptait 30 habitants, en évolution de −6,25 % par rapport à 2010 (Jura : −0,23 %, France hors Mayotte : +2,49 %).
| 1793 | 1800 | 1806 | 1821 | 1831 | 1836 | 1841 | 1846 | 1851 |
| ---- | ---- | ---- | ---- | ---- | ---- | ---- | ---- | ---- |
| 105  | 109  | 116  | 115  | 109  | 105  | 120  | 99   | 90   |

| 1856 | 1861 | 1866 | 1872 | 1876 | 1881 | 1886 | 1891 | 1896 |
| ---- | ---- | ---- | ---- | ---- | ---- | ---- | ---- | ---- |
| 94   | 88   | 82   | 88   | 92   | 89   | 70   | 75   | 71   |

| 1901 | 1906 | 1911 | 1921 | 1926 | 1931 | 1936 | 1946 | 1954 |
| ---- | ---- | ---- | ---- | ---- | ---- | ---- | ---- | ---- |
| 79   | 94   | 79   | 65   | 67   | 60   | 62   | 65   | 60   |

| 1962 | 1968 | 1975 | 1982 | 1990 | 1999 | 2008 | 2013 | 2015 |
| ---- | ---- | ---- | ---- | ---- | ---- | ---- | ---- | ---- |
| 48   | 38   | 27   | 28   | 27   | 24   | 34   | 31   | 30   |